# Пекинская капуста
Пеки́нская капу́ста, также китайская капуста, петсай (англ. pe-tsai) или салатная капуста — сортогруппа листовых овощей, которые ботанически относятся к виду Репа огородная, но в быту чаще называются листовой капустой или салатом. Растения формируют крупные рыхлые кочаны или густые розетки нежных листьев.
Ранее пекинская капуста выделялась как самостоятельный ботанический подвид репы — Brassica rapa subsp. pekinensis (Lour.) Hanelt , но сейчас это название считается устаревшим синонимом самого вида. При современном подходе в соответствии с правилами МКБН и МКНКР корректным названием группы сортов является Brassica rapa Chinese Cabbage Group.

## Ботаническое описание
Пекинская капуста — двулетнее растение, в культуре выращиваемое как однолетнее. Нежные сочные листья пекинской капусты формируют розетку или рыхлый кочан. Каждый лист имеет белую, плоскую или треугольную срединную жилку, края у листьев зубчатые или волнистые, внутренняя часть листа немного пупырчатая, у цилиндрических кочанов — удлинённо продолговатые. Кочан на разрезе жёлто-зеленый. Окраска листьев может варьироваться от жёлтой до ярко-зелёной. Опушение если и есть, то чаще слабое, на жилках с нижней стороны. Растения образуют розетку листьев или кочаны, по форме часто напоминающие римский салат Ромэн. Первый урожай пекинская капуста даёт в июне.

## Происхождение и история распространения культуры
Пекинская капуста как культурное растение сформировалась на территории Китая. Письменные упоминания о ней относятся к V—VI векам н. э. Причем использовалась она не только как овощное растение, но и как масличное. Важное значение вид имеет и в наши дни, особенно в долинах центральной и южной частей страны. Происходящие из северных районов Китая кочанные формы пекинской капусты распространились через полуостров Корея в Японию и страны Индокитая, где и по сей день являются одними из наиболее важных культур. На основе большого количества местных китайских и японских сортов в середине XX века в Японии были созданы коммерческие сорта и гибриды с высокой урожайностью и скороспелостью. В Европе и США вплоть до начала 1970-х годов пекинская капуста выращивалась в ограниченных масштабах, и лишь в последующие годы её производство — как в открытом, так и в защищенном грунте — стало переживать настоящий бум, связанный с появлением скороспелых японских гибридов, обладающих устойчивостью к стеблеванию, то есть зацветающих с большой задержкой в условиях длинного дня, благодаря чему растения могут длительное время сохранять высокие товарные качества.

## Химический состав
Содержание белка в листьях составляет 1,5—3,5 %, а аскорбиновой кислоты в 4—5 раза больше, чем в листьях салата. Пищевая ценность связана с высоким содержанием (мг/100 г сырого вещества) витаминов C (60—95), В1 (0,10), В2 (0,08), В6 (0,16), РР (0,6), А (0,1—0,2). Также в ней содержится в большом количестве лимонная кислота и каротин.

## Пищевое применение
Листовые формы пекинской капусты употребляют в пищу как салатную зелень, а кочанные используют после кулинарной обработки в супах, гарнирах, а также маринуют и сушат. В странах Восточной Азии салатную капусту часто заквашивают (корейцы называют это блюдо кимчхи)..